# Megachile auripubens
Megachile auripubens är en biart som beskrevs av Rebmann 1970. Megachile auripubens ingår i släktet tapetserarbin, och familjen buksamlarbin. Inga underarter finns listade i Catalogue of Life.